# Dieter Brefort
Dieter Brefort (* 13. Mai 1962 in Berlin) ist ein ehemaliger deutscher Fußballprofi.

## Werdegang
Dieter Brefort begann das Fußballspielen bei Hertha 03 Zehlendorf, wechselte dann zum SC Charlottenburg und wurde schließlich zusammen mit Michael Schmidt vom damaligen HSV-Manager Günter Netzer entdeckt und ging 1982 zum Hamburger SV, wo er bis 1984 blieb. Jedoch konnte Brefort sich in zwei Profijahren bei den Hamburgern nicht durchsetzen und wechselte zu Blau-Weiß 90 Berlin in die 2. Bundesliga. Dort kam er regelmäßig zum Einsatz und schaffte mit den Berlinern 1986 den Aufstieg in die 1. Bundesliga, stieg allerdings nach einem Jahr wieder ab. Brefort spielte bis 1990 in der 2. Liga, musste aber dann durch eine Verletzung seine Fußballkarriere beenden.
Im Europapokalendspiel 1983 gegen Juventus Turin zählte Brefort als Auswechselspieler zum Kader.

## Erfolge
- 1983: Deutscher Meister (Hamburger SV)
- 1983: Sieger des Europapokals der Landesmeister (Hamburger SV)
- 1983: Teilnahme am Weltpokal sowie am Europäischen Supercup
- 1984: Deutscher Vize-Meister
- 1986: Aufstieg mit Blau-Weiß 90 Berlin in die 1. Bundesliga